# 마르시카불곰
마르시카불곰(Marsican brown bear)은 유라시아불곰의 아펜니노산맥 개체군으로서, 치명적 절멸위기에 처해 있다. 현재 서식지는 이탈리아 아브루초 라치오 몰리세 국립공원으로 한정되어 있다.